# Dainų dainelė
«Dainų dainelė» — один из старейших республиканских песенных конкурсов в Литве, организованный Литовским телевидением и Национальной школой искусств им. М. К. Чюрлениса. Первые соревнования состоялись в 1974 году и с тех пор проводятся каждые два года.
Целью конкурса «Песня песенка» является сохранение и популяризация классического, естественного пения. За всю историю конкурса в нем приняли участие около 200 000 студентов.
Победителями конкурса в прошлом становились следующие известные исполнители и оперные солисты:
- Илья Аксенов
- Раджи Александрович
- Вайда Гените (1980)
- Лина Гурина
- Наталья Иванова
- Виталий Иванов (1986)
- Витаутас Юозапайтис (1980)
- Она Колобовайте
- Юдита Лейтейте
- Людас Микалаускас
- Юрате Миляускайте
- Лорета Мукайте
- Дайниус Нумгаудис (1984)
- Аудрюс Рубежюс
- Рожь
- Эвелина Сашенко
- Гинтаре Скерите (1974)
- Симонас Страздас
- Дмитрий Шавров
- Вилюс Тарасов (дуэт)
- Сигуте Тримакайте